# Strawberry Jam
Strawberry Jam è il settimo album discografico del gruppo musicale statunitense Animal Collective, pubblicato nel 2007.

## Tracce
1. Peacebone – 5:13
2. Unsolved Mysteries – 4:25
3. Chores – 4:30
4. For Reverend Green – 6:34
5. Fireworks – 6:50
6. #1 – 4:32
7. Winter Wonder Land – 2:44
8. Cuckoo Cuckoo – 5:42
9. Derek – 3:01